# Gare de Recquignies
Gare de Recquignies vasútállomás Franciaországban, Recquignies településen.

## Vasútvonalak
Az állomást az alábbi vasútvonalak érintik:
- Creil–Jeumont-vasútvonal

## Kapcsolódó állomások
A vasútállomáshoz az alábbi állomások vannak a legközelebb:
- Gare de Jeumont
- Gare des Bons-Pères